# طريق الطوب الأصفر
طريق الطوب الاصفر (بالإنجليزية: YellowBrickRoad)‏ هو فيلم رعب تم إنتاجه في الولايات المتحدة وصدر في سنة 2010.

## القصة
في صباح أحد الأيام في نيو انغلاند، 1940، اختفي جميع السكان من الراهب، نيو هامبشاير - 572 شخص - و قد انسحبوا معا الي درب جبل متعرج في البرية. و تركوا وراءهم ملابسهم، واموالهم، وجميع الضروريات . و لم يعرف أحد السبب. فرقة البحث عينت من قبل الجيش الأميركي اكتشفت في نهاية المطاف رفات ما يقرب 300 شخص من الذين تم إجلاؤهم . و قد تم ذبح الآخرين بقسوة وبشكل غامض. لا تزال جثث المواطنين المتبقية في عداد المفقودين. على مر السنين . مدينة وإسكانها ببطء، ولكن برية واسعة في الغالب لا يمكن تقفي أثرها، مع الشماليين الأكثر تمتد خارج الحدود المسموح بها لصيادين محليين وقطع الأشجار. في عام 2008، تم رفع السرية عن إحداثيات "YELLOWBRICKROAD" . وأول بعثة رسمية إلى البرية المظلمة والملتوية حاولت حل اللغز المواطنين الضائعين من والوصول إلى نهاية الطريق.
ويأمل الباحثون أن تتحول إلى أسطورة من التاريخ المسجل. ولكن كل ما لديهم الخبرة ومعداتهم التي فشلت في ايصالهم للدرب . يغيروا الدرب ما بأنفسهم ويظهر الجوانب المظلمة في شخصياتهم .

## الميزانية والإيرادات
بلغت تكلفة إنتاج الفيلم حوالي 380,000 دولار.

## الممثلون
- كاسيدي فريمان في دور ايرين لوغر
- أنسا رمزي في دور ميليسا بارنز
- Laura Heisler في دور ليف ماكان
- Clark Freeman في دور داريل لوغر
- لي والكوف في دور الكاتب / مرشد
- Alex Draper في دور والتر ميريك
- Tara Giordano في دور جيل
- Michael Laurino في دور تيدي بارنز
- Sam Elmore في دور قبرصي بانبريدج